# František Alexandr Zach
František Alexandr Zach (Brno, 1º maggio 1807 – Brno, 14 gennaio 1892) è stato un militare ceco, partecipò all'insurrezione slovacca del 1848, fu generale e capo di stato maggiore in Serbia dal 1876 al 1877.
Zach fu celebre come ardimentoso combattente per la libertà e per l'ideale del panslavismo. Combatté nella Rivolta di Novembre in Polonia nel 1830, Ebbe un ruolo cruciale nella redazione delle Načertanije nel 1844, documento che tracciò le linee guida dell'unificazione dei serbi divisi dall'Impero ottomano.

## Biografia
Nel 1824 si diplomò al liceo tedesco di Brno e successivamente studiò giurisprudenza a Vienna. Dopo la laurea prestò servizio come funzionario statale in numerose località della Moravia.

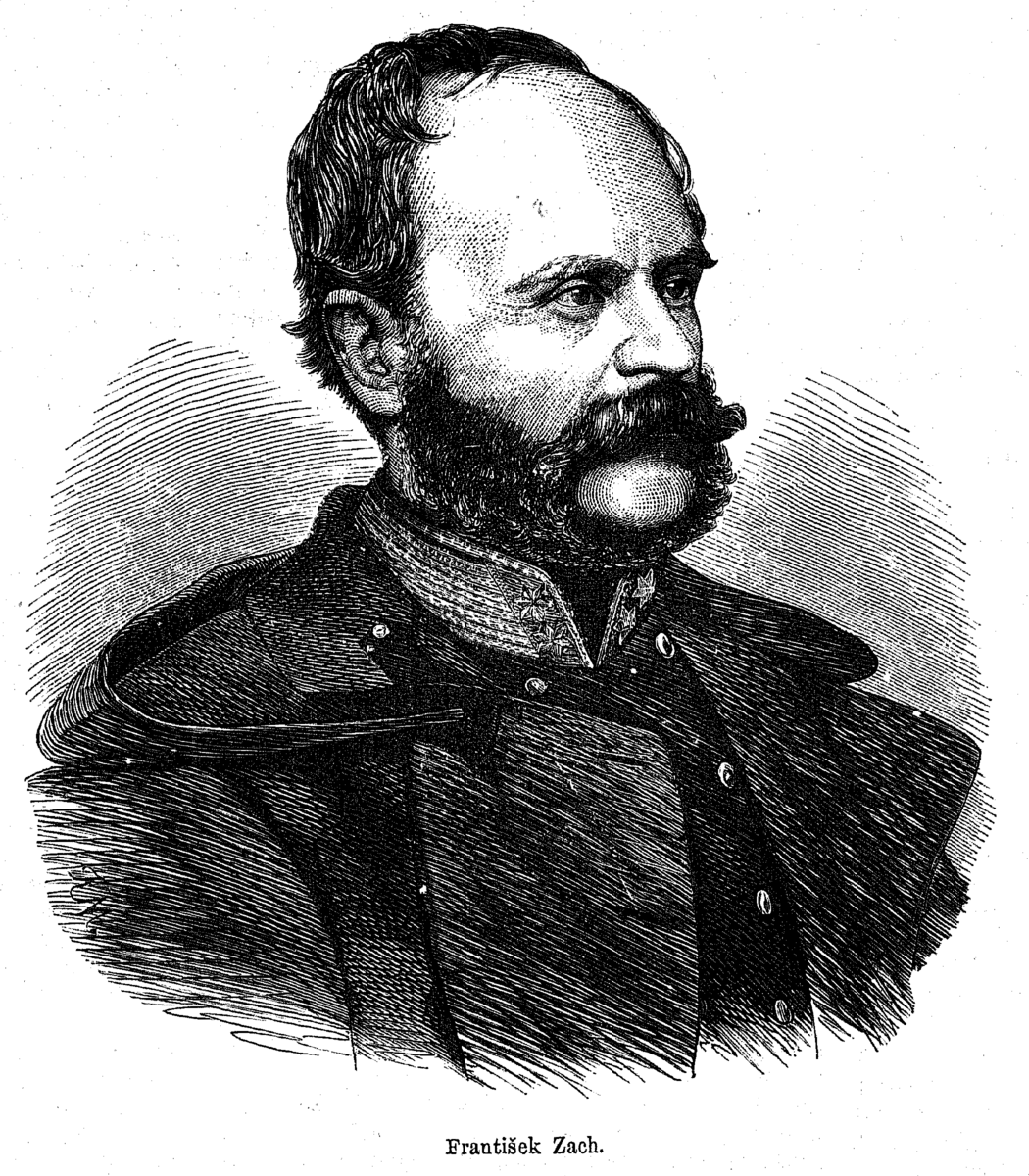
František Zach nel 1867

Combatté al fianco degli insorti polacchi durante la Rivolta di Novembre contro i russi nel 1830. Dopo quest'insurrezione, passò qualche tempo in Francia perfezionando la sua teoria militare. Successivamente partì per la Serbia per combattere nelle guerre di indipendenza. Fu presente al Congresso slavo di Praga nell'estate del 1848 e fu membro della delegazione ceco-slovacca.
Combatté durante l'insurrezione slovacca del 1848, quando lui e Bedřich Bloudek il 16 settembre guidarono un'armata di 600 volontari, per la maggior parte studenti, dalla Moravia alla Slovacchia occidentale. Raggiunsero Myjava, dove il 18 settembre fu dichiarata l'indipendenza della Slovacchia dal Regno d'Ungheria. Giunsero a Senica e a Stará Turá. Infine furono costretti ad arrendersi con le loro truppe dopo soli dieci giorni di combattimento. Zach fu anche membro del Consiglio nazionale slovacco.
Dopo il ritorno a Belgrado nel 1849, Zach fondò l'Accademia militare di Belgrado e vi prestò servizio per lungo tempo. Fu supervisore e istruttore della scuola di artiglieria. Successivamente, divenne consigliere militare del principe Mihailo Obrenović, che diede a Zach il grado di generale. Zach fu il primo generale della storia serba moderna ad avere il comando delle forze armate e fu il primo ceco a raggiungere questo grado all'estero. Fu gravemente ferito e perse una gamba nel 1876, in un combattimento contro i turchi.
Zach morì in patria nel 1892 dopo essersi congedato dall'esercito al termine di un lunghissimo servizio.